# 香港神社

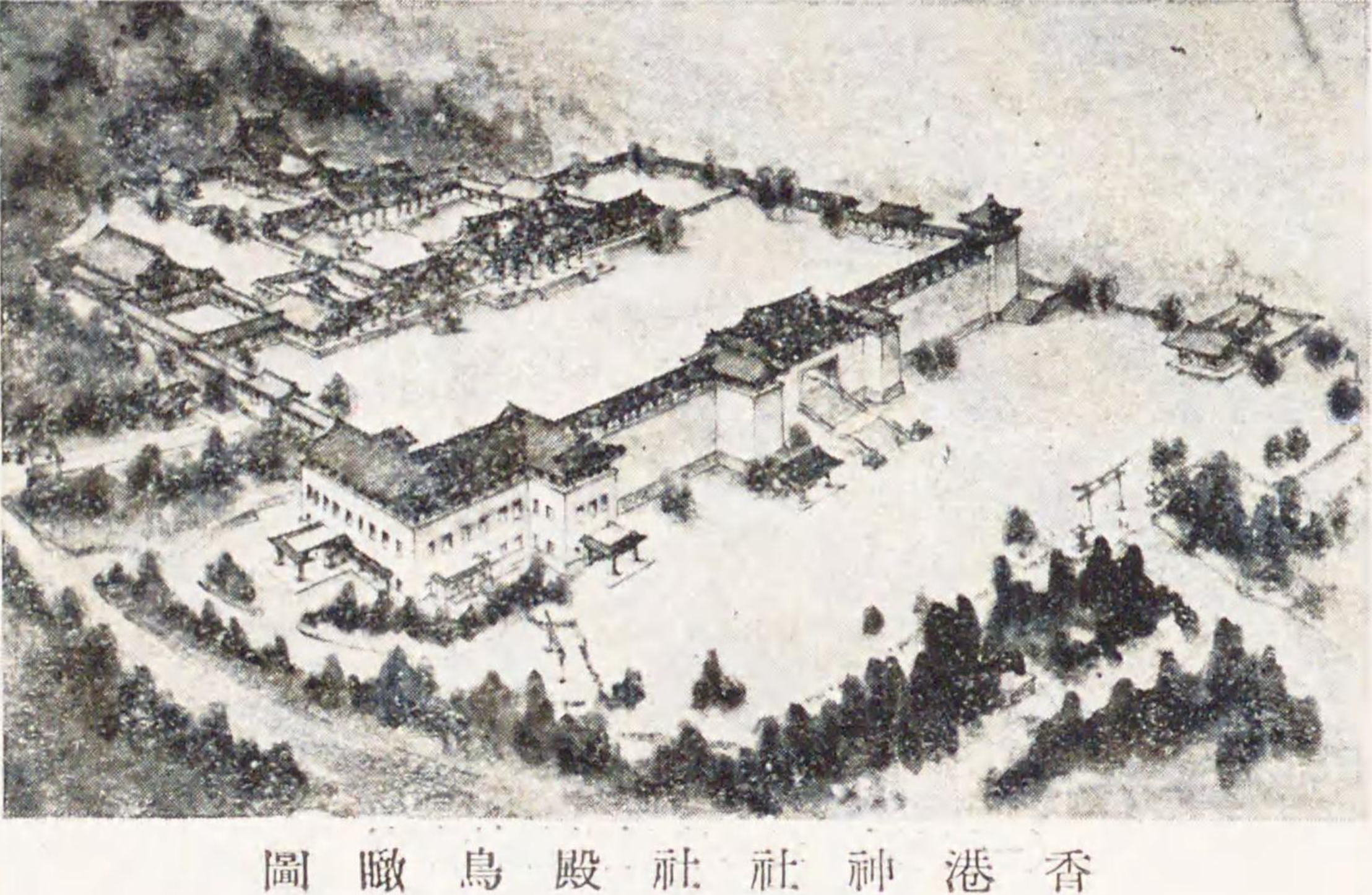
鳥瞰図

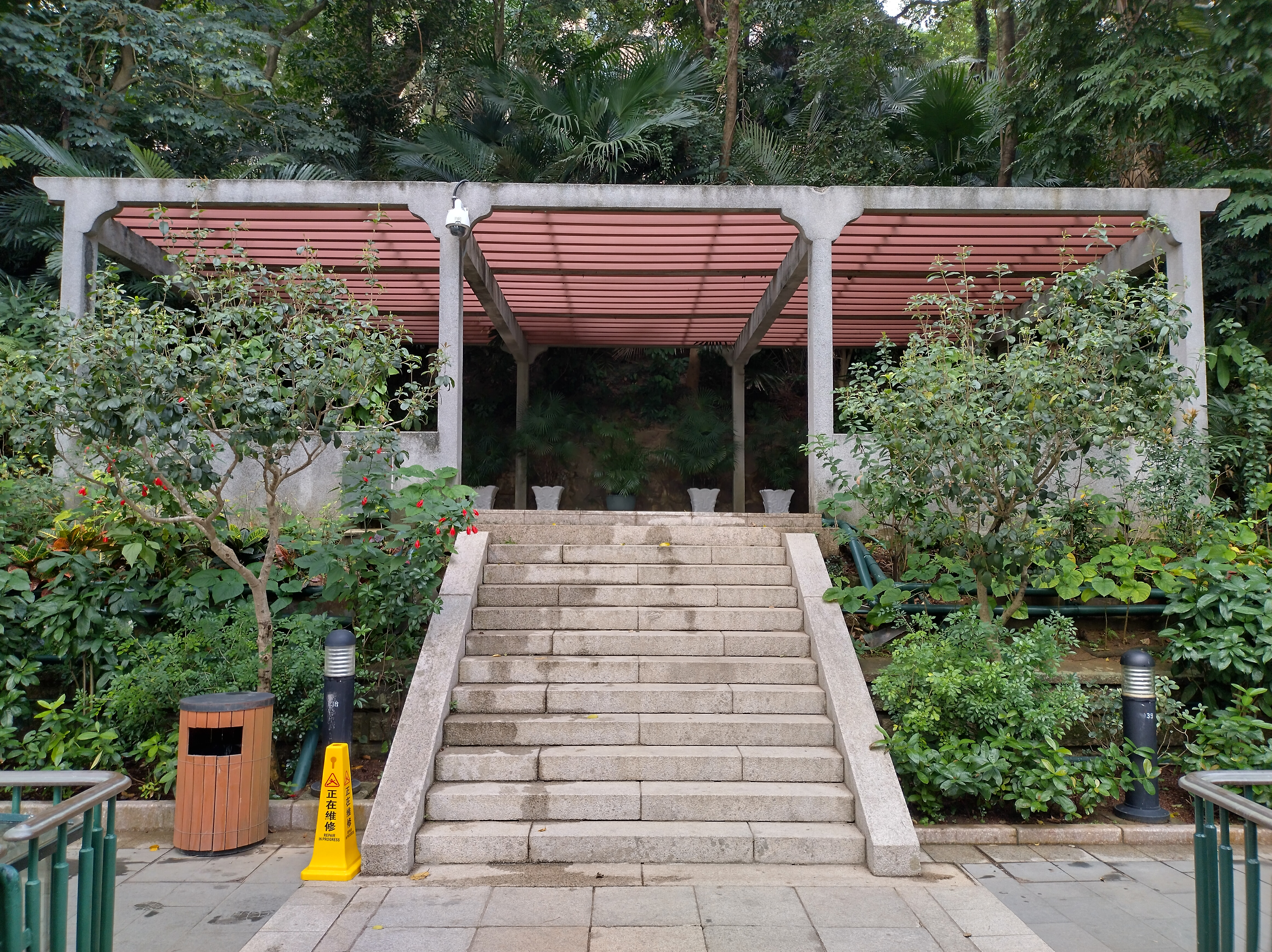
社殿跡

香港神社（ホンコンじんじゃ）はかつて香港に存在した神社である。大正公園（現在の香港動植物公園）に位置し、社格は官社である。祭神は天照大神。遺構はまったく現存していない。
香港最初の神社は香港日本人小学校（現在の香港国民学校）に位置し、1935年に創建した。大正公園にある香港神社は1942年10月から工事を開始した。1945年1月に地鎮祭が行われ、同じ年の2月8日に竣工した。